# Lazarus Chakwera
Lazarus McCarthy Chakwera (Lilongüe, 5 de abril de 1955) es un teólogo, profesor y político malauí que se desempeña como actual presidente de Malaui desde junio de 2020. Es líder del Partido del Congreso desde 2013. Fue el líder de la oposición en la Asamblea Nacional después de unas controvertidas elecciones celebradas el 21 de mayo de 2019, que él y otras figuras de la oposición denunciaron con éxito en los tribunales. Tras la repetición de los comicios el 23 de junio de 2020, Chakwera fue elegido como Presidente de Malaui.
Fue presidente de las organización confesional Asambleas de Dios en Malaui desde 1989 hasta el 14 de mayo de 2013.

## Biografía
Lazarus Chakwera nació en Lilongüe, ahora capital de Malaui, el 5 de abril de 1955. Hijo de un agricultor de subsistencia en las afueras de la ciudad de Lilongüe.
En 1977 se graduó en Filosofía por la Universidad de Malaui y continuó sus estudios en la  Universidad de Limpopo en Sovenga, Sudáfrica. En 1991 obtuvo la maestría en la Universidad de Sudáfrica. En el 2000 realizó el doctorado en Estados Unidos en la Universidad Internacional Trinity, en Deerfield, Illinois. El Seminario Teológico Pan África le otorgó la cátedra en 2005.
Trabajó como profesor en la Escuela de Teología de las Asambleas de Dios de 1983 a 2000, asumiendo la dirección en 1996 y fue codirector y profesor del Seminario Teológico de Todas las Naciones. Desde 1989 estuvo al frente de la presidencia de las asambleas de Dios de Malaui hasta que anunció su paso a primera línea de la política en abril de 2013 al frente del opositor Partido del Congreso de Malaui (MCP) el primer partido legalizado en Malaui.

### Trayectoria política
El agosto de 2013 fue elegido candidato a las elecciones presidenciales del 2014 por el Partido del Congreso de Malaui.
En 2014 se celebraron las elecciones legislativas y a pesar de las denuncias de manipulación de los resultados Chakwera se dirigió a la población para mantener la paz, aceptando el resultado a la espera de las siguientes elecciones ocupando un escaño en el parlamento por la circunscripción de Lilongüe y asumiendo el liderazgo del partido de la oposición.
Chakwera unió fuerzas con el líder de UTM Saulos Chilima, formando una alianza ante las elecciones generales de Malaui del 23 de junio de 2020 después de que la Corte Constitucional revocara el resultado de las elecciones generales de 2019 debido a irregularidades masivas.
El 23 de junio de 2020 Lazarus Chakwera fue elegido sexto presidente de la República de Malaui sucediendo a Peter Mutharika. Asumió el cargo el 28 de junio.

## Presidencia

### Designaciones de gabinete
Poco después de la elección de Chakwera como presidente, fue objeto de críticas por nombrar miembros del gabinete a miembros de familias relacionados entre sí. El gabinete de 31 miembros de Chakwera anunció después de la inauguración que tenía seis miembros, todos los cuales son parientes de otro miembro del gabinete. Mo Sidik Mia, compañero de fórmula de Chakwera en 2019, fue nombrado ministro de Transporte y Obras Públicas y su esposa Abida Mia Viceministra de Tierras. Kenny Kandodo y su hermana Khumbize Kandodo ocuparon cargos ministeriales, siendo el primero ministro de Trabajo y el segundo ministro de Salud. Del mismo modo, Gospel Kazakose fue nombrado ministro de Información, mientras que su cuñada, Nkhuso Nkhuma, fue designada viceministra de Agricultura. Más del 70% de los ministros del gabinete procedían de la región central de Malaui, bastión tradicional de Chakwera. Chakwera defendió sus decisiones y dijo que abordará las preocupaciones relacionadas con los nombramientos.
Activistas y organizaciones que trabajan por la igualdad de género organizaron manifestaciones públicas en octubre de 2020 para protestar contra el desequilibrio de género en los nombramientos del servicio público que había hecho Chakwera. Los activistas acusaron al presidente Chakwera de ignorar la Ley de Igualdad de Género de Malaui que exige que las mujeres deben hacer al menos el 40 por ciento de todos los nombramientos públicos. Los activistas demandaron al presidente por el desequilibrio de género en sus nombramientos. La cuestión sigue en los tribunales.

### Recorte de poderes ejecutivos
Chakwera ha dicho que estaba trabajando para recortar los poderes ejecutivos para hacer que los presidentes sean más responsables ante la gente y aumentar los poderes de otras ramas del gobierno.

### Presidente de la SADC
Lazarus Chakwera fue elegido por los Estados miembros de la SADC como presidente del grupo. Actualmente ejerce el cargo que asumió de su predecesor, el presidente mozambiqueño Filipe Nyusi en agosto de 2021.

### Nombramiento de su hija
Chakwera ha enfrentado críticas por nombrar a su hija y suegra del vicepresidente Saulos Chilima en cargos diplomáticos. El presidente nombró a su hija Violet Chakwera como secretaria diplomática en Bruselas y para la UE. Sin embargo, el presidente refutó con vehemencia estos informes como infundados y así lo afirmó en una entrevista de la BBC durante su visita al Reino Unido en 2021. Los informes publicados en los medios indican que su hija no está calificada para el trabajo, ya que obtuvo su título en una institución no acreditada.

### Política exterior
El presidente Chakwera ha formado una relación sólida y positiva con el primer ministro británico, Boris Johnson, y describe su asociación como "crucial". El primer ministro Boris Johnson expresó su esperanza de una asociación a largo plazo entre el Reino Unido y Malaui que se centre en la promoción de tecnologías verdes en Malaui, y el portavoz del gobierno de Malaui y ministro de Información, Gospel Kazako, dijo que el primer ministro Johnson y el presidente Chakwera discutirían "diversos temas de desarrollo, comercio y acuerdos de inversión, que hasta ahora ha sido un gran éxito y Malawi se beneficiará más y mejor". Después de las elecciones generales de Zambia de 2021 en las que Edgar Lungu perdió ante Hakainde Hichilema y luego aceptó con gracia los resultados de las elecciones, el presidente Chakwea dijo: "El patrón de transiciones pacíficas de poder que hemos estado viendo en nuestra región en los últimos años, ... (con) Zambia siendo el último miembro en encarnar eso, es digno de la aclamación mundial y nuestro aplauso".

## Segundo periodo
En una entrevista con Zodiak Broadcasting Station, una estación de radio local, Chakwera comentó que dependerá de la gente reelegirlo en 2025 cuando Malaui celebre las próximas elecciones presidenciales. De manera similar, otros miembros de alto rango de su Partido del Congreso de Malaui han indicado que Chakwera se presentará en 2025 porque la constitución de su partido le permite hacerlo.
Esto tiene el potencial de causar una ruptura entre Chakwera y el vicepresidente Chilima. Se entiende que los dos habían acordado rotar la presidencia entre ellos antes de la formación de su alianza electoral. Durante un mitin político en la ciudad comercial de Blantyre previo a la carrera presidencial en 2020, Chilima reveló que una de las bases para la formación de la Alianza Tonse entre el Partido del Congreso de Malaui y la UTM fue que después del primer mandato de su presidencia, Chakwera allanaría el camino para que Chilima lidere el pacto en las elecciones presidenciales de 2025. Chakwera no ha declarado directamente su interés en presentarse a un segundo mandato.